# Большой Яраур
Большой Яраур — река в России, протекает по Кривошеинскому району Томской области. Устье реки находится в 2 км по левому берегу реки Бровка, в селе Кривошеино. Длина реки составляет 10 км.

## Данные водного реестра
По данным государственного водного реестра России относится к Верхнеобскому бассейновому округу, водохозяйственный участок реки — Обь от Новосибирского гидроузла до впадения реки Чулым, без рек Иня и Томь, речной подбассейн реки — бассейны притоков (Верхней) Оби до впадения Томи. Речной бассейн реки — (Верхняя) Обь до впадения Иртыша.